# Ratoma
Ratoma är en kommun i Guineas huvudstad Conakry. Den hade 738 149 invånare 2018.